# 白鹭乡 (崇仁县)
白鹭乡，是中华人民共和国江西省抚州市崇仁县下辖的一个乡镇级行政单位。

## 行政区划
白鹭乡下辖以下地区：
李家村、吴坊村、花园村、乐家洲村、东坪村、汀桥村、白鹭村和上付村。